# Certonotus celeus
Certonotus celeus là một loài tò vò trong họ Ichneumonidae.